# Grolsch
Grolsch - to holenderski browar założony w 1615 roku przez Willema Neerfeldta w Groenlo. Aktualnie jest własnością japońskiej grupy browarniczej Asahi.
Sztandarowym produktem browaru jest marka Grolsch Premium Lager. 

## Historia
Browar został założony w 1615 w miejscowości Groenlo w trakcie powstania holenderskiego przez Willema Neerfeldta.
Około 1650 Willem przyjął Petera Kuijpera, ambitnego piwowara-ucznia. Jego pierwsze dwa napary zostały natychmiast odrzucone. Jednak jego trzecia zawierała drugą odmianę chmielu, unikalną dla XVII wieku. Pierwszy chmiel był dla aromatu, a drugi dla goryczki, nadając mu bardziej znaczącą głębię smaku. Grolsch jest nadal warzony z dwiema odmianami chmielu, nadając mu odważny i charakterystyczny smak.
W listopadzie 2007 spółka Grolsch została przejęta przez koncern SABMiller, który kupił ją za 816 mln euro.
W 2016 SABMiller i japońska grupa browarnicza Asahi podpisały umowę w której stwierdza, że Asahi przejmie marki Birra Peroni, Grolsch i Meantime. Sprzedaż została zakończona w październiku 2016 poprzez połączenie Anheuser-Busch InBev i SABMiller.